# CH-39
CH-39 — мисливець за підводними човнами Імперського флоту Японії, який взяв участь у Другій світовій війні.
CH-39 спорудили у 1942 році на верфі Harima Zosensho. По завершенні корабель підпорядкували військово-морському округу Сасебо, але вже невдовзі перевели до загону охорони військово-морської бази Куре.
З 7 листопада 1942-го CH-39 займався патрульно-ескортною службою в районі протоки Бунго (веде між островами Сікоку та Кюсю у Внутрішнє Японське море) із базуванням на порт Саєкі (північно-східне узбережжя Кюсю). Можливо відзначити, що на той час Саєкі був базовим для конвоїв, які вирушали до Меланезії в межах транспортної операції «Військові перевезення №8» (постачання Рабаула — головної передової бази у архіпелазі Бісмарка, з якої провадились операції на Соломонових островах та сході Нової Гвінеї) та на Палау (важливий транспортний хаб на заході Каролінських островів).
Наприкінці лютого 1943-го CH-39 пройшов до Сасебо (західне узбережжя Кюсю), де став на короткочасний ремонт. Тим часом його призначили для переведення до Меланезії (де нещодавно невдачею японців завершилась шестимісячна битва за Гуадалканал) і 18—30 березня корабель пройшов до Рабаула.
У Меланезії CH-39 узявся за ескортну службу. Так, 1 квітня 1943-го він вийшов з Рабаулу для супроводу на першій ділянці маршруту конвою до Палау. 7 квітня він повернувся на базу і тієї ж доби повів інший конвой, який втратив на переході один транспорт (і ще один був пошкоджений), але 13 квітня все-таки досягнув Труку. Потім CH-39 перейшов на Палау і 1—9 травня супроводив звідси конвой до Рабаула. 15—21 травня корабель знову виходив з бази для часткового супроводу конвою до Палау, а от 22 травня — 1 червня ескортував конвой до самого Палау.
Влітку та восени 1943-го CH-39 і далі працював на трасі між Рабаулом та Палау, де, зокрема, провів конвої 16—23 червня, 26 червня — 3 липня (SO-626), 5—14 серпня (O-505), 16—23 серпня (SO-604), 7—13 вересня, 18—25 вересня (SO-806), 9—16 жовтня (O-903), 20—28 жовтня (SO-002), на початку листопада (SO-205), 13—20 листопада (O-305). 26 серпня CH-39 виходив до Палау з конвоєм O-605, проте за дві доби ворожа субмарина пошкодила судно «Ямагірі-Мару» і 29 серпня CH-39 привів його назад до Рабаулу. 25 листопада CH-39 рушив до Рабаулу з конвоєм SO-505, а коли той втратив від атак підводних човнів 3 з 5 транспортів, попрямував уперед і 30 листопада узяв під охорону зустрічний конвой O-006, який 7 грудня прибув на Палау.
Є відомості, що CH-39 надавав додаткову охорону на завершальній частині маршруту конвою H-8, що прямував з Маніли та 12 грудня прибув до острова Хальмахера (північна частина Молуккського архіпелагу). 
Наприкінці грудня 1943-го CH-39 знову був у Рабаулі, звідки вийшов з конвоєм O-706, що прибув на Палау 3 січня 1944-го. Одразу після цього CH-39 розпочав супроводжувати конвой № 8031, який 9 січня досягнув Труку.
12 лютого 1944-го з Палау до Рабаулу вийшов конвой SO-903. У районі острова Муссау від нього відокремилось судно «Санко-Мару» (яке вело на буксирі мінісубмарину) та під охороною CH-39 попрямувало до Кавієнгу — другої за важливістю японської бази в архіпелазі Бісмарка, розташованої на острові Нова Ірландія. 16 лютого поблизу острова Новий Ганновер (пів сотні кілометрів від Кавієнгу) цей мініконвой атакували бомбардувальники B-25 «Мітчелл», які потопили «Санко-Мару». CH-39 зазнав пошкоджень і викинувся на риф, де був у другій половині того ж дня добитий новою групою B-25.